# Moonachie
|  | Dieser Artikel wurde aufgrund von inhaltlichen Mängeln auf der Qualitätssicherungsseite des Projektes USA eingetragen. Hilf mit, die Qualität dieses Artikels auf ein akzeptables Niveau zu bringen, und beteilige dich an der Diskussion! Folgende Mängel sollten behoben werden, bevor diese Markierung entfernt werden kann: Lückenhaft, veralteter Text |

Moonachie ist eine Gemeinde (Borough) im Bergen County, New Jersey, USA. Das U.S. Census Bureau hat bei der Volkszählung 2020 eine Einwohnerzahl von 3.133 ermittelt.
Im Oktober 2012 wurde die Gemeinde nach einem Dammbruch, der durch den Orkan Sandy hervorgerufen wurde, überflutet und musste evakuiert werden.

## Geographie
Laut US-Volkszählungsbehörde hat die Gemeinde eine Gesamtfläche von 4,5 km², wobei keine Wasserflächen mit einberechnet sind.

## Demographie
Laut der Volkszählung von 2000 gibt es 2754 Menschen, 1041 Haushalte und 707 Familien in der Gemeinde. Die Bevölkerungsdichte beträgt 614,6 Einwohner pro km². 85,66 % der Bevölkerung sind Weiße, 0,94 % Afroamerikaner, 0,11 % amerikanische Ureinwohner, 6,64 % Asiaten, 0,00 % pazifische Insulaner, 2,94 % anderer Herkunft und 3,70 % Mischlinge. 12,67 % sind Latinos unterschiedlicher Abstammung.
Von den 1.041 Haushalten haben 28,1 % Kinder unter 18 Jahre. 52,6 % davon sind verheiratete, zusammenlebende Paare, 10,8 % sind allein erziehende Mütter, 32,0 % sind keine Familien, 27,8 % bestehen aus Singlehaushalten und in 11,4 % Menschen sind älter als 65. Die Durchschnittshaushaltsgröße beträgt 2,65, die Durchschnittsfamiliengröße 3,27.
20,9 % der Bevölkerung sind unter 18 Jahre alt, 7,6 % zwischen 18 und 24, 30,1 % zwischen 25 und 44, 26,1 % zwischen 45 und 64, 15,3 % älter als 65. Das Durchschnittsalter beträgt 40 Jahre. Das Verhältnis Frauen zu Männern beträgt 100:96,9, für Menschen älter als 18 Jahre beträgt das Verhältnis 100:95,6.
Das jährliche Durchschnittseinkommen der Haushalte beträgt 50.571 USD, das Durchschnittseinkommen der Familien 62.163 USD. Männer haben ein Durchschnittseinkommen von 41.875 USD, Frauen 32.829 USD. Das Prokopfeinkommen der Stadt beträgt 24.654 USD. 3,8 % der Bevölkerung und 1,7 % der Familien leben unterhalb der Armutsgrenze, davon sind 3,8 % Kinder oder Jugendliche jünger als 18 Jahre und 6,3 % der Menschen sind älter als 65.